# Almen Abdi
Almen Abdi, född den 21 oktober 1986 i Prizren i Kosovo, är en schweizisk fotbollsspelare av albanskt ursprung. Han har spelat för Schweiz landslag.